# Rhadinophanes monticola
Rhadinophanes monticola là một loài rắn trong họ Rắn nước. Loài này được Myers & Campbell mô tả khoa học đầu tiên năm 1981.